# (49469) Emilianomazzoni
(49469) Emilianomazzoni est un astéroïde de la ceinture principale.

## Description
(49469) Emilianomazzoni est un astéroïde de la ceinture principale. Il fut découvert le 15 janvier 1999 à Monte Agliale par Sauro Donati. Il présente une orbite caractérisée par un demi-grand axe de 3,20 UA, une excentricité de 0,10 et une inclinaison de 7,9° par rapport à l'écliptique.

## Compléments